# Чичилово
Чичилово (Цуцылево) — деревня в Демянском районе Новгородской области России. Первое упоминание о деревне встречается в Новгородской писцовой книге - Переписная оброчная книга Деревской пятины 1495 года. Входит в состав Ямникского сельского поселения. 
Согласно выдержка из Алфавита селений Демянского уезда от 1865 г.:  
д. Чичилово Черноручьевской волости временно-обязанных крестьян
число дворов — 38 бревенчатых мужчин - 59
количество скота: лошадей - 66, коров - 187, овец - 80, свиней - 23
расстояние от волости - 12 урочище - оз. Черное и Белое

## География
Деревня находится в южной части Новгородской области, в зоне хвойно-широколиственных лесов, на правом берегу реки Чичиловки, на расстоянии примерно 15 километров (по прямой) к северо-западу от Демянска, административного центра района. Абсолютная высота — 62 метра над уровнем моря.

### Климат
Климат района характеризуется как умеренно континентальный, с относительно коротким нежарким летом и продолжительной сравнительно мягкой зимой. Среднегодовая температура воздуха — 4,5 °C. Средняя многолетняя температура самого холодного месяца (января) составляет −9°С (абсолютный минимум — −50 °C), средняя температура самого тёплого (июля) — 17 °С (абсолютный максимум — 36 °С). Безморозный период длится 120—130 дней. Среднегодовое количество осадков составляет 600—700 мм, из которых большая часть выпадает в тёплый период. Устойчивый снежный покров сохраняется в течение 130—140 дней.

### Часовой пояс
Деревня Чичилово, как и вся Новгородская область, находится в часовой зоне МСК (московское время). Смещение применяемого времени относительно UTC составляет +3:00.

## Население
| 2010 |
| ---- |
| 6    |

### Национальный состав
Согласно результатам переписи 2002 года, в национальной структуре населения русские составляли 100 % из 5 чел.